# Lake Lanier
Lake Lanier, officiellt Lake Sidney Lanier, är en på konstgjord väg skapad sjö i Georgia. Här tävlades det i kanotsprint och rodd vid olympiska sommarspelen 1996.

### Fotnoter
1. ↑  Officiell rapport från olympiska sommarspelen 1996. Arkiverad 28 maj 2008 hämtat från the Wayback Machine. Volume 1. p. 541.
2. ↑  Officiell rapport från olympiska sommarspelen 1996. Arkiverad 27 september 2007 hämtat från the Wayback Machine. Volume 3. pp. 452, 460.